# 모성박탈
모성박탈(母性剝奪)은 부모 없이 자란 아이들에게 흔히 나타나는 정신질환이다. 증상은 급성격리 반응·발달지연·지능장애·성장중단 및 왜소증 등 4가지이다. 급성격리반응은 아이를 지속적으로 격리시켰을 경우 밥도 안 먹고 잠도 안 자며 심한 경우 죽기까지 하는 증상이다. 발달지연은 언어와 신체발달이 늦어지는 증상이고, 지능장애는 부모와의 상호교환 결핍으로 저능아가 되는 증상이다. 성장중단 및 왜소증은 영양 섭취가 충분하지 않아 일어나는 증상이다.